# 碎紋孔弄蝶
碎紋孔弄蝶（學名：Zenonoida eltola）也稱臺灣孔弄蝶、臺灣孔弄蝶、達邦褐弄蝶、大吉嶺褐挵蝶。曾歸入孔弄蝶屬，今為Zenonoida的一種蝴蝶。

## 分布
本種分布於中國華東、喜馬拉雅、中南半島等地區。台灣本島有特有亞種分布，棲息於本島中低海拔地區潮濕、有遮蔭的常綠闊葉林，其亞種名 tappana係指阿里山達邦地區。

## 生態習性
本種幼蟲以禾本科求米草、蘆竹、竹葉草為食，一年多世代。

## 資料來源
1. ↑  Fan, X., Chiba, H., Huang, Z., Fei, W., Wang, M., & Sáfián, S. (2016). Clarification of the Phylogenetic Framework of the Tribe Baorini (Lepidoptera: Hesperiidae: Hesperiinae) Inferred from Multiple Gene Sequences. PloS one, 11(7), e0156861.
2. ↑  徐堉峰. . 台中市: 晨星出版社. 2013. ISBN 978-986-177-669-9.

## 外部連結
- 维基共享资源上的相關多媒體資源：碎紋孔弄蝶